# مخطط شيمو
يعد مخطط شيمو في مجال الهندسة الكهربائية عرضًا لرسوم بيانية يوضح استجابة أحد المكونات أو هو عبارة عن تنوع النظام خلال مجموعة من الشروط والمدخلات. وغالبًا ما يتم استخدامه في تمثيل نتائج اختبار الأنظمة الإلكترونية المعقدة مثل الكمبيوترات أو الدوائر المتكاملة مثل ذاكرة الوصول العشوائي الديناميكية (DRAM) أو الدائرة التكاملية لتطبيق محدد (ASIC) أو المعالجات الدقيقة. ويوضح هذا المخطط عادةً مجموعة من الظروف والشروط التي يكون فيها الجهاز تحت الاختبار (وبالتوافق مع مجموعة من بعض الخصائص المتبقية).
على سبيل المثال عند اختبار ذاكرة: شبه موصل: من حيث جهد كهربائي فإن درجة حرارة ومعدل التحديث يمكن أن يتنوع على مدى نطاقات محددة وعلى مدى تركيبات محددة فقط من هذه العوامل والتي سوف تسمح للجهاز بالتشغيل. والمخطط الموضوع على محاور مستقلة (مثل الجهد الكهربي ودرجة الحرارة ومعدلات التحديث) ومجموعة قيم العمل سوف تكون مرافقة للتقنية ثلاثية الأبعاد وحجم الشغل الغريب عادة. وأمثلة أخرى من الظروف والشروط والمدخلات التي من الممكن أن تتنوع لتشمل التردد ودرجة حرارة وتوقيت البراميترات والنظام – أو متغيرات كل مركب على حدة وأيضًا تنوع المقابض أثناء تصنيع نبائط أشباه الموصلات وإنتاج أجزاء متنوعة الجودة والتي تستخدم بعد ذلك في العملية.
وفي الغالب فإن عمل رسم بياني ومخطط لأحد المقابض أو متغير على أحد المحاور مقابل مقبض آخر أو متغير آخر على محور آخر لينتج رسمًا بيانيًا ثنائي الأبعاد. مما يسمح لمهندس الاختبار أن يلاحظ بشكل مرئي نطاقات التشغيل للجهاز الذي يقع تحت الاختبار. وهذه العملية من تنوع الظروف والشروط والمدخلات على العنصر أو النظام ربما تتم الإشارة إليها في بعض الأحيان بكلمة «شيمو» ولكنه يعرف بشكل رسمي باختبار الكهرباء أو التأهيل. وغالبًا ما يحتوي جهاز الاختبار الأوتوماتيكي على سمات ومميزات البرنامج التي تسمح بمخطط شيمو آليًا للجزء.

## الأصل
وقد تم اختراع مخطط شيمو من خلال قاعة دارات التكامل لروبرت هوستن (Robert Huston).

## أصل الكلمة
أخذ هذا المخطط اسمه من شيمو (Shmoo) وهي شخصية كارتونية خيالية تم إنشاؤها من قبل ال كاب (Al Capp) في كارتون اللدائن أبنار (Li'l Abner). وهذه المخلوقات الصغيرة مثل الفوقعات لها أشكال مشابهة لأحجام العمل التي سوف تكون قريبة من رسومات شيمو المقابلة للمتغيرات الثلاثة المقابلة ( مثل الجهد الكهربي ودرجة الحرارة وسرعة الاستجابة).

## أمثلة
وأعطى جهاز الاختبار الآلي التقليدي ثنائي الأبعاد وشكل أسكى (ASCII) لرسم شيمو الذي يستخدم «إكس» لتمثيل نقاط وظيفية ومساحات فارغة لنقاط غير وظيفية.

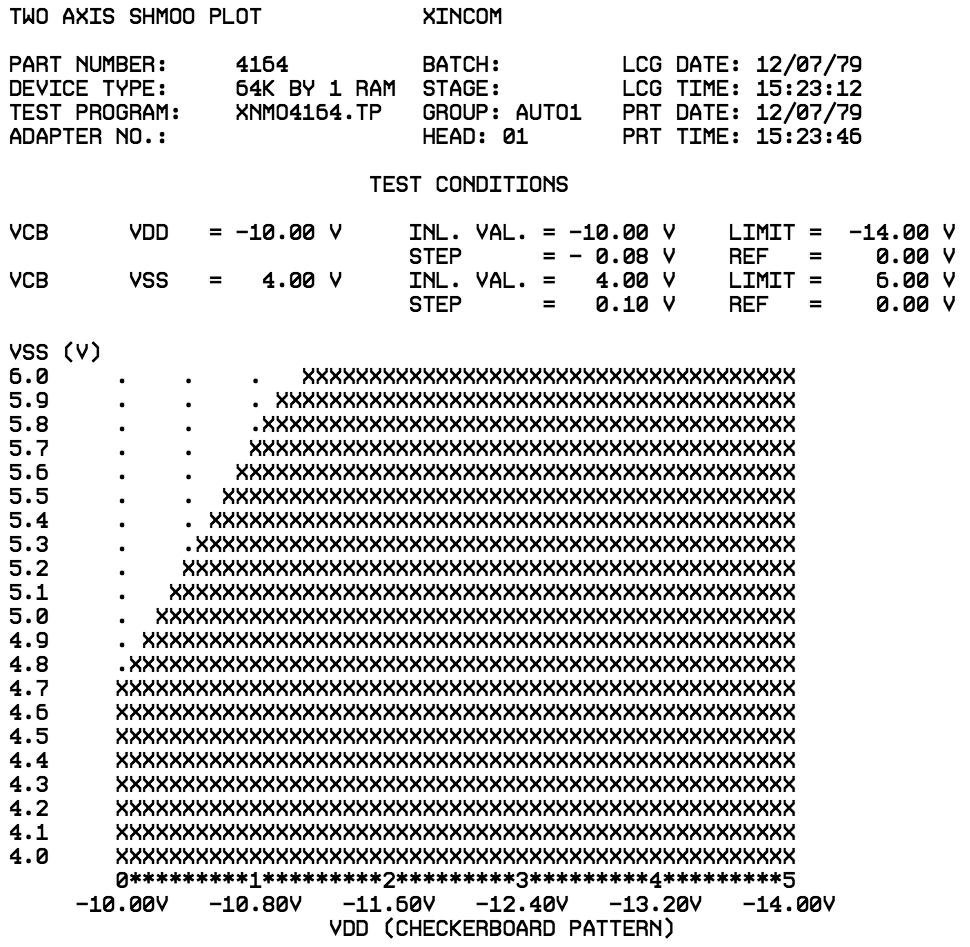
مخطط شيمو العادي

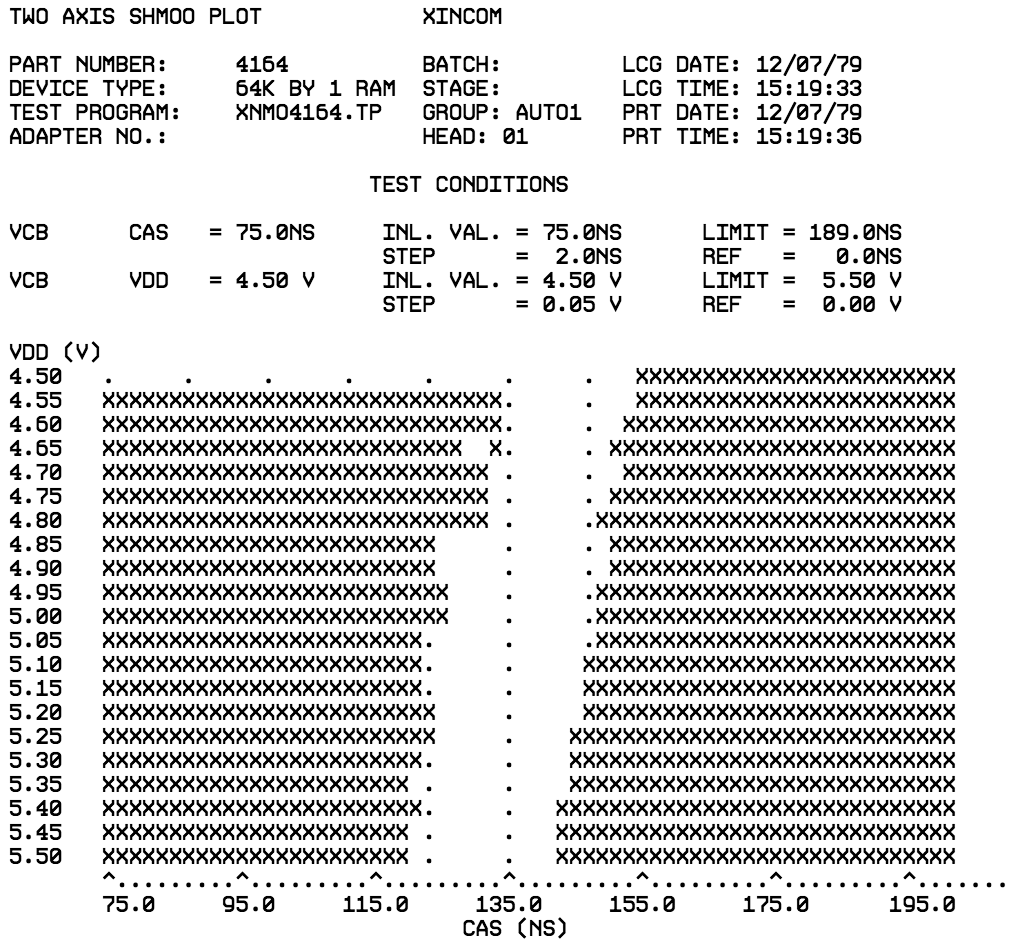
مخطط شيمو غير العادي

ولو أن مجموعة كافية من المتنوعات كانت تحت الاختبار فإن مخطط شيمو البياني يوضح تشغيل مغلف لبعض الأشكال وليس مشابهًا لشيمو الكاب ولكن يشبهه في بعض الممارسات العملية، وهذا ربما يسبب تلف وتدمير الجهاز تحت الاختبار والآراء الأكثر دقة هي الأكثر فائدة خصوصًا التركيز على هوامش المركب المنشورة (على سبيل المثال، 5% في سي سي (Vcc)). وعندما يتم هذا الأمر فإن تشغيل المغلف سوف يمتد إلى حد المخطط في اتجاه واحد وفي كثير من الاتجاهات.
وفي بعض الأحيان نجد أن مخطط الرسم البياني شيمو يحتوي على شكل مدهش وغير عادي، وبينما يكون من الصعب تحديد الحالة بشكل دقيق فإنه أحيانًا وبسبب بعض الخلل غير العادي (ربما يكون فقط في جزء من الدائرة) يرتبط مع التشغيل العادي. وفي حالات أخرى ربما تكون قطعة صناعية من الاختبار الكهربي تم وضعها أو تم استخدام برنامج الاختبار. ويمكن لمخطط مثل مخطط الرسم البياني شيمو أن أداة لإعداد اختبار تدقيق مفيد.
وتتمثل قيود هذه التقنية في المدة الممتدة لاختبار الجهاز والتي ربما تكون سببًا في ارتفاع درجة الحرارة الداخلية للجهاز بشكل كبير، مما يؤدي إلى انحراف البيانات (والخلايا المختبرة في وقت لاحق على المخطط ربما تؤدي أسوأ من التي تم اختبارها في وقت سابق). وهناك طريقة واحدة لتجنب هذا وهو اختبار الجهاز بدقة في طريقة مشابهة مباشرة بعد اختبار شيمو الفعلي.

## وصلات خارجية
- Shmoo Plotting: The Black Art of IC Testing &ndash; a 1996 جمعية مهندسي الكهرباء والإلكترونيات article by Keith Baker and Jos van Beers.
- Example shmoo plot.
- Shmoo Plot Inventor